# Pace di Pljussa
La pace di Plussa o Pljussa (in russo Плюсское перемирие?, in svedese Stilleståndsfördrag vid Narva å och Plusa) è stata una tregua firmata il 10 agosto 1583 da Russia e Svezia per porre fine alla guerra di Livonia.

## L'accordo
Ai sensi dell'accordo la Svezia avrebbe tenuto le città russe di Ivangorod, Jamburg, Kopor'e e la fortezza di Korela assicurandosi così il controllo sull'Ingria.
La Russia manteneva uno sbocco sul mar Baltico alla foce del fiume Neva, tra i fiumi Strelka e Sestra.

## Conseguenze
Nel 1590, allo scadere della tregua, la Russia riprese le ostilità contro la Svezia per recuperare Narva e altre terre annesse dagli svedesi. Al termine di questa nuova guerra la Russia, con la pace di Teusina, ottenne i territori persi.